# Hippoloque et Pisandre
Pour les articles homonymes, voir Hippoloque et Pisandre (homonymie).
Dans la mythologie grecque, Hippoloque (en grec ancien Ἱππολοχος / Hippolochos) et Pisandre (Πείσανδρος / Pisandros) sont deux des trois fils d'Antimaque et les frères d'Hippomaque.
Jeunes combattants troyens à la guerre de Troie, leur mort est racontée dans l’Iliade : lors de l'aristie d'Agamemnon, celui-ci se rue sur les deux frères. Ils demandent grâce à l'Achéen et lui font valoir qu'il pourra obtenir une forte rançon auprès d'Antimaque s'il les garde en vie. Mais Agamemnon se montre inflexible :

« — Si vous êtes les fils du brave Antimakhos qui, autrefois, dans l'agora des Troiens, conseillait de tuer nos envoyés, Ménélaos et le divin Odysseus, et de ne point les laisser revenir vers les Akhaiens, maintenant vous allez payer l'injure de votre père.
Il parla ainsi, et, frappant de sa lance Peisandros à la poitrine, il le renversa dans la poussière, et, comme Hippolokhos sautait, il le tua à terre ; et, lui coupant les bras et le cou, il le fit rouler comme un tronc mort à travers la foule. »